# Ski alpin aux Jeux olympiques de 2022
Navigation
PyeongChang 2018 Milan-Cortina 2026
Les épreuves de ski alpin aux Jeux olympiques d'hiver de 2022 se tiennent du 4 février 2022 au 20 février 2022 sur le domaine de Xiaohaituo situé dans le district de Yanqing pour l'ensemble des épreuves.  
La Suisse écrit une page d'histoire, grâce à Beat Feuz et Corinne Suter (descente), Marco Odermatt (géant) et Lara Gut-Behrami (Super-G), et Michelle Gisin (combiné), tous médaillés d'or, sans compter un total de neuf podiums. Aucune nation n'a jamais fait autant en ski alpin dans une édition des Jeux olympiques d'hiver ; la France en 1968 et l'Autriche en 2006 s'étant arrêtées à quatre titres. Mais l'athlète le plus médaillé en ski alpin à Yanqing est l'Autrichien Johannes Strolz qui a un singulière histoire : à l'été 2021, écarté de l'équipe d'Autriche, il était devenu policier, puis avait repris les skis et obtenu sa sélection aux Jeux à la faveur de ses résultats de l'hiver en Coupe du monde, avant de gagner le combiné alpin (34 ans après son père Hubert Strolz), l'argent dans le slalom et enfin, une nouvelle médaille d'or avec la victoire dans l'épreuve mixte par équipes. Quant à son compatriote Matthias Mayer, il devient le premier skieur alpin médaillé d'or olympique sur trois Jeux consécutifs en conservant le titre du Super-G gagné en 2018, après avoir remporté la descente en 2014
Marco Odermatt en géant et  Petra Vlhová en slalom concrétisent leur domination dans leurs disciplines respectives cette saison en devenant champions olympique. Beat Feuz et Lara Gut-Behrami couronnent leurs carrières en remportant tous deux les seuls titres qui manquaient encore à leurs palmarès, alors que Michelle Gisin est désormais double médaillée d'or du combiné. Johan Clarey, médaillé d'argent en descente, est à 41 ans et 29 jours le plus vieux médaillé de l'histoire en ski alpin. Deux grands skieurs connaissent l'échec dans ces Jeux et ne remportent pas de médaille : Mikaela Shiffrin, qui s'aligne pourtant dans les six épreuves au programme, et qui était toujours montée sur le podium aux championnats du monde et aux Jeux depuis 2013, et Alexis Pinturault, tenant du gros globe de cristal, qui ne rencontre pas la réussite en géant, en slalom et en combiné.  

## Résumé des compétitions

### Descente hommes
La course qui devait avoir lieu le 6 février pour débuter les compétitions de ski alpin, est reportée en raison d'un fort vent qui avait déjà entraîné l'annulation du dernier entraînement. Elle se déroule le lendemain dans de parfaites conditions et sacre Beat Feuz qui obtient à 34 ans le seul titre qui lui manquait dans son palmarès de descendeur. Il devance tous les autres favoris que sont Matthias Mayer (médaille de bronze), Aleksander Aamodt Kilde (5e), Dominik Paris (6e) et Vincent Kriechmayr (8e). Son compatriote Marco Odermatt, leader du général de la Coupe de Monde, se classe 7e. Les surprises sont venues du Canadien James Crawford (4e) et surtout du Français Johan Clarey qui remporte la médaille d'argent et devient en outre le médaillé olympique en ski alpin le plus âgé à 41 ans.

### Slalom géant femmes
La première manche est marquée par les éliminations de Mikaela Shiffrin et Marta Bassino ainsi que par la mauvaise performance de Petra Vlhová (13e), soit trois des grandes favorites. Sara Hector, qui domine la discipline cette saison en Coupe de Monde, signe le meilleur temps. Distancée dans la manche initiale (seulement 8e), Lara Gut-Behrami réussit le meilleur temps dans la seconde et remporte sa deuxième médaille de bronze olympique après celle de Sotchi en 2014 et rejoint sur le podium Federica Brignone, une autre ancienne gagnante du général de la Coupe du Monde qui obtient également sa deuxième médaille olympique après celle de 2018 à Pyeongchang, qui remporte la médaille d'argent. Alors que Katharina Truppe et Meta Hrovat manquent leur seconde manche et que Nina O'Brien et Tessa Worley chutent, Sara Hector confirme sa domination dans la discipline cette saison et devient championne olympique.

### Super-G hommes
Parti avec le dossard 13, Matthias Mayer enlève le troisième titre olympique de sa carrière, suivi de Ryan Cochran-Siegle à seulement quatre centièmes. Le grand favori Aleksander Aamodt Kilde complète le podium. Marco Odermatt, l'autre grand favori, commet une grosse faute sur le bas du parcours, alors qu'il était en avance de 12 centièmes sur Mayer au dernier temps intermédiaire, et est éliminé. Quant à Beat Feuz, titré la veille en descente, il sort après seulement quelques secondes de course.

### Slalom femmes
Mikaela Shiffrin à nouveau éliminée et la grande favorite Petra Vlhová (8e) semblant écartée de la course aux médailles, la première manche semble promettre le podium à Lena Dürr, Michelle Gisin et Sara Hector. Vlhova (qui apporte à la Slovaquie son premier podium et sa première médaille d'or en ski alpin) et Katharina Liensberger signent les deux meilleurs temps de la seconde manche et restent en tête jusqu'au bout. Wendy Holdener (toujours sans aucune victoire après plus de 30 podiums en slalom dans sa carrière) obtient le bronze de manière inespérée après le passage des quatre meilleures de la première manche s'élançant après elle en conservant sept centièmes d'avance sur Dürr et dix centièmes sur Andreja Slokar.

### Combiné hommes
Désormais boudée par le programme de la Coupe du Monde, la discipline n'a plus le prestige d'autrefois et seuls 27 concurrents se présentent dans le portillon de départ. Aleksander Aamodt Kilde remporte logiquement la descente mais les slalomeurs autrichiens Johannes Strolz (4e) et Marco Schwarz (5e) semblent les mieux placés pour se disputer l'or. Les favoris Luca Aerni (champion du monde en 2017), Loïc Meillard (médaillé de bronze aux Mondiaux de 2021) et Alexis Pinturault (champion du monde 2019), déjà distancés après la descente, connaissent l'élimination lors du slalom. Quelques semaines après sa première victoire inattendue en Coupe du Monde, Johannes Strolz remporte le slalom et devient champion olympique de combiné 34 ans après son père Hubert Strolz. Kilde et le Canadien James Crawford parviennent à conserver une avance suffisante pour se partager les deux autres médailles alors que le podium échappe à Justin Murisier (3e du slalom) pour 18 centièmes.

### Super G femmes
Lara Gut-Behrami remporte la médaille d'or et entre dans le club très fermé des skieuses à la fois championne olympique, championne du monde et gagnante d'un grand globe de Coupe du monde. La médaille d'argent revient à Mirjam Puchner et celle de bronze à Michelle Gisin qui devance Tamara Tippler de trois centièmes pour un quatuor de tête austro-suisse, suivi par la tenante du titre  Ester Ledecká à 13 centièmes du podium. Grande dominatrice de la saison dans les épreuves de vitesse, Sofia Goggia n'est pas suffisamment remise de sa récente chute à Cortina et doit déclarer forfait. Federica Brignone (leader de la Coupe du Monde de la spécialité) et Mikaela Shiffrin (qui vit décidément des JO compliqués) font partie des grandes battues.

### Slalom géant hommes
La première manche se déroule sous des chutes de neige qui réduisent singulièrement la visibilité même si la course demeure régulière car les conditions sont relativement identiques mais le départ de la seconde manche est repoussé de presque deux heures. Après la première manche, le grand favori Marco Odermatt est en tête mais, très à la peine jusqu'au 2e temps intermédiaire avant d'être le plus rapide ensuite sur les deux derniers secteurs, ne parvient pas à créer d'écarts importants sur ses concurrents. Henrik Kristoffersen, le seul à l'avoir battu dans la discipline cette saison, signe le 4e temps à 12 cenièmes. Le Top5 est complété par un trio qui crée la surprise : Stefan Brennsteiner (2e à 4 centièmes), Mathieu Faivre (3e à 8 centièmes) et Thibaut Favrot (5e à 19 centièmes). Les principaux distancés sur ce premier tracé sont Marco Schwarz, Filip Zubčić, Lucas Braathen et Alexis Pinturaut. Les principaux éliminés sont Loïc Meillard, Justin Murisier et Alexander Schmid. Au cours de la seconde manche, Lucas Braathen, Manuel Feller et Luca De Aliprandini sont les premiers à abandonner.  Favrot, Kristoffersen et Brennsteiner craquent alors que Faivre s'accroche pour arracher la médaille de bronze un an après son inattendue victoire aux Mondiaux de Cortina. Žan Kranjec, seulement 8e dans la manche initiale, réalise largement le meilleur temps sur le second tracé pour s'emparer de la médaille d'argent. Marco Odermatt (2e temps de la manche à 59 centièmes) résiste au retour du Slovène et devient logiquement champion olympique au vu de sa domination sur la discipline cette saison.

### Descente femmes
Elena Curtoni est la première à s'élancer et garde la tête jusqu'au passage de ses compatriotes Nadia Delago et Sofia Goggia, miraculeusement présente quelques semaines après sa blessure à Cortina, pour former un trio transalpin en tête. Ragnhild Mowinckel (médaille d'argent à Pyeongchang en 2018), Ramona Siebenhofer, Mirjam Puchner et Mikaela Shiffrin sont autant de prétendantes à la victoire à être nettement battues et l'Italie commence à rêver. Mais Corinne Suter prend l'avantage sur les trois italiennes pour remporter la médaille d'or. Kira Weidle, à l'aise aux entraînements et excellente glisseuse, fait jeu égal avec la Suissesse sur l'essentiel du parcours mais échoue finalement au pied du podium. Pas de médaille non plus pour la championne olympique du Super G Lara Gut-Behrami qui finit à plus de deux secondes sans pour autant faire de faute significative. Déjà, championne du monde 2021 à Cortina, c'est la première médaille olympique pour Corinne Suter. La Suisse réalise donc le doublé en descente dans ces JO avec Beat Feuz et Corinne Suter. Sofia Goggia avait remporté les huit descentes précédentes dont elle avait atteint l'arrivée. Nadia Delago remporte sa médaille olympique sans jamais n'être montée sur un podium de Coupe du Monde auparavant.

### Slalom hommes
En première manche, les Norvégiens Henrik Kristoffersen et Sebastian Foss Solevåg ne sont devancés que par Johannes Strolz, les trois hommes se tenant en seulement six centièmes. Loïc Meillard, Linus Strasser, Clément Noël, Michael Matt et Tommaso Sala sont au contact à moins d'une demi-seconde. Manuel Feller et Lucas Braathen sont les principaux éliminés. En seconde manche, Clément Noël réussit le meilleur temps et les cinq derniers concurrents à s'élancer pour la victoire sont tous en difficulté sur ce second tracé et ne parviennent pas à conserver leur avance. Henrik Kristoffersen, qui augmente pourtant nettement l'écart avec le Français craque complètement dans la partie finale et échoue au pied du podium avec un centième d'avance sur Loïc Meillard. Son compatriote Sebastian Foss-Solevåg, champion du monde 2021, récupère la médaille de bronze. Johannes Strolz, qui a la possibilité de gagner une deuxième médaille d'or dans ces Jeux alors qu'il avait déjà débuté une reconversion dans la police après avoir été exclu de l'équipe d'Autriche pour insuffisance de résultats à la fin de la saison précédente, est à nouveau plus rapide que les deux Norvégiens, mais ne parvient à récupérer finalement que la médaille d'argent. Après avoir terminé 4e du précédent slalom olympique, Clément Noël est champion olympique de slalom, seulement le 3e Français à réussir pareille performance après Jean-Claude Killy en 1968 et Jean-Pierre Vidal en 2002.

### Combiné femmes
En l'absence de Petra Vlhová, seules 4 skieuses ayant marqué des points tant en descente qu'en slalom depuis le début de la saison de Coupe du monde sont présentes parmi les 26 concurrentes au départ et semblent être les grandes favorites : la championne olympique en titre Michelle Gisin, la double championne du monde Wendy Holdener, la championne du monde en titre Mikaela Shiffrin et Federica Brignone qui avait remporté le dernier petit globe de la spécialité en 2020. Lors de la descente, Shiffrin (5e) est la mieux classée de ce quatuor avec 13 centièmes d'avance sur Brignone (8e), 43 sur Holdener (11e) et 44 sur Gisin (12e). La sortie de piste de Shiffrin après seulement quelques portes en slalom représente une nouvelle désillusion pour l'Américaine qui est passée totalement à côté de ses Jeux, ne ramenant aucune médaille alors qu'elle pouvait sans doute prétendre à monter sur le podium dans les cinq disciplines. Meilleur temps du slalom, Michelle Gisin conserve son titre olympique avec 1 s 05 d'avance sur Wendy Holdener et 1 s 85 sur Brignone qui complète le podium.  C'est le cinquième titre en ski alpin pour la Suisse dans ces Jeux, jamais aucune nation n'a fait autant.

## Calendrier
| Épreuves ou évènements               | Épreuves ou évènements                  | Journées de compétition | Journées de compétition | Journées de compétition | Journées de compétition | Journées de compétition | Journées de compétition | Journées de compétition | Journées de compétition | Journées de compétition | Journées de compétition | Journées de compétition | Journées de compétition | Journées de compétition | Journées de compétition | Journées de compétition | Journées de compétition | Journées de compétition |
| Épreuves ou évènements               | Épreuves ou évènements                  | V                       | S                       | D                       | L                       | M                       | M                       | J                       | V                       | S                       | D                       | L                       | M                       | M                       | J                       | V                       | S                       | D                       |
| Épreuves ou évènements               | Épreuves ou évènements                  | 4                       | 5                       | 6                       | 7                       | 8                       | 9                       | 10                      | 11                      | 12                      | 13                      | 14                      | 15                      | 16                      | 17                      | 18                      | 19                      | 20                      |
| Épreuves ou évènements               | Épreuves ou évènements                  | Février 2022            |                         |                         |                         |                         |                         |                         |                         |                         |                         |                         |                         |                         |                         |                         |                         |                         |
| Cérémonies d'ouverture et de clôture | Cérémonies d'ouverture et de clôture    | •                       |                         |                         |                         |                         |                         |                         |                         |                         |                         |                         |                         |                         |                         |                         |                         | •                       |
|                                      |                                         |                         |                         |                         |                         |                         |                         |                         |                         |                         |                         |                         |                         |                         |                         |                         |                         |                         |
| Hommes                               |                                         |                         |                         |                         |                         |                         |                         |                         |                         |                         |                         |                         |                         |                         |                         |                         |                         |                         |
| Descente                             |                                         |                         |                         | 12 h 5 h                |                         |                         |                         |                         |                         |                         |                         |                         |                         |                         |                         |                         |                         |                         |
| Combiné                              |                                         |                         |                         |                         |                         |                         | 10 h 30 3 h 30          |                         |                         |                         |                         |                         |                         |                         |                         |                         |                         |                         |
| Super-G                              |                                         |                         |                         |                         | 11 h 4 h                |                         |                         |                         |                         |                         |                         |                         |                         |                         |                         |                         |                         |                         |
| Slalom Géant                         |                                         |                         |                         |                         |                         |                         |                         |                         |                         | 10 h 15 3 h 15          |                         |                         |                         |                         |                         |                         |                         |                         |
| Slalom                               |                                         |                         |                         |                         |                         |                         |                         |                         |                         |                         |                         |                         | 10 h 15 3 h 15          |                         |                         |                         |                         |                         |
|                                      |                                         |                         |                         |                         |                         |                         |                         |                         |                         |                         |                         |                         |                         |                         |                         |                         |                         |                         |
| Femmes                               |                                         |                         |                         |                         |                         |                         |                         |                         |                         |                         |                         |                         |                         |                         |                         |                         |                         |                         |
| Slalom géant                         |                                         |                         |                         | 10 h 15 3 h 15          |                         |                         |                         |                         |                         |                         |                         |                         |                         |                         |                         |                         |                         |                         |
| Slalom                               |                                         |                         |                         |                         |                         | 10 h 15 3 h 15          |                         |                         |                         |                         |                         |                         |                         |                         |                         |                         |                         |                         |
| Super-G                              |                                         |                         |                         |                         |                         |                         |                         | 11 h 30 4 h 30          |                         |                         |                         |                         |                         |                         |                         |                         |                         |                         |
| Descente                             |                                         |                         |                         |                         |                         |                         |                         |                         |                         |                         |                         | 11 h 4 h                |                         |                         |                         |                         |                         |                         |
| Combiné                              |                                         |                         |                         |                         |                         |                         |                         |                         |                         |                         |                         |                         |                         | 10 h 30 3 h 30          |                         |                         |                         |                         |
|                                      |                                         |                         |                         |                         |                         |                         |                         |                         |                         |                         |                         |                         |                         |                         |                         |                         |                         |                         |
| Mixte                                | Slalom parallèle par équipes nationales |                         |                         |                         |                         |                         |                         |                         |                         |                         |                         |                         |                         |                         |                         |                         | 11 h 4 h                |                         |
|                                      |                                         |                         |                         |                         |                         |                         |                         |                         |                         |                         |                         |                         |                         |                         |                         |                         |                         |                         |

## Les pistes
| \| Xiaohaituo \| Site des compétitions olympiques du ski alpin |
| Xiaohaituo                                                     |

### La piste "Rock"
Cette piste de vitesse a été créée par le Suisse Didier Défago, champion olympique de descente 2010, accompagné de son compatriote Bernhard Russi, champion olympique de descente 1972. Si ce dernier est déjà architecte de la plupart des pistes olympiques depuis 1992, c'est le premier projet sur lequel a travaillé Défago, depuis également concepteur de la nouvelle piste transfrontalière de Coupe du Monde "Gran Becca" entre Zermatt et Breuil-Cervinia.
Depuis le départ situé à 2 179 m, la piste débute par le High Cloud, une succession de courbes sur une portion en dévers sur une crête incluant une petite bosse, avant de traverser la Pine Forest. Un long virage à gauche contenant quelques portes cachées amène ensuite à la White Face, la partie la plus raide du parcours (entre 65 et 70 %), suivie du Dwen Dwen Jump, un saut qui débute la portion la plus rapide de la course qui contient un autre saut, le Sugar Jump. Le tracé effectue ensuite des courbes dans un terrain incurvé, le Haituo Bowl, avant de se glisser dans le Canyon, partie finale étroite entre deux falaises qui débouche sur le saut final, le Cliff Jump, juste avant la ligne d'arrivée à une altitude de 1 285 m, soit une dénivelée de 894 m pour une longueur de 3 152 m.
Elle accueille la descente hommes (sur l'intégralité de son tracé), la descente femmes avec un départ à 2 050 m, soit une dénivelée de 765 m et une longueur de 2 704 m, et les autres épreuves de vitesse depuis le début de la White Face à 1 930 m d'altitude, soit une dénivelée de 645 m et une longueur de 2 267 m pour le Super G masculin et à 1 825 m, soit une dénivelée de 540 m et une longueur de 1 984 m pour le Super G féminin.

### La piste "Ice River"
Son départ est situé à 1 925 m, son arrivée à 1 501 m, soit une dénivelée de 424 m. Elle se caractérise par une première partie très raide et un virage à 90° sur la droite juste avant la partie finale. 
Sa longueur étant relativement courte, le slalom géant femmes et celui des hommes s'élancent du même endroit.
Les slaloms débutent au pied de la pente raide initiale, à 1 712 m, soit une dénivelé de 211 m.

### La piste "Rainbow"
Cette piste n'a été utilisée que pour la compétition par équipes mixtes. Son départ est situé à 1603m, son arrivée à 1487m, soit une dénivelée de 116m.
Selon les temps réalisés par les athlètes, il apparaît clairement que la moitié droite de la piste où est tracé le parcours bleu est la plus rapide.

## Médaillés

### Hommes
| Épreuve                          | Or                    | Or            | Argent                        | Argent        | Bronze                        | Bronze        |
| -------------------------------- | --------------------- | ------------- | ----------------------------- | ------------- | ----------------------------- | ------------- |
| Descente résultats détaillés     | Beat Feuz (SUI)       | 1 min 42 s 69 | Johan Clarey (FRA)            | 1 min 42 s 79 | Matthias Mayer (AUT)          | 1 min 42 s 85 |
| Super-G résultats détaillés      | Matthias Mayer (AUT)  | 1 min 19 s 94 | Ryan Cochran-Siegle (USA)     | 1 min 19 s 98 | Aleksander Aamodt Kilde (NOR) | 1 min 20 s 36 |
| Slalom géant résultats détaillés | Marco Odermatt (SUI)  | 2 min 9 s 35  | Žan Kranjec (SLO)             | 2 min 9 s 54  | Mathieu Faivre (FRA)          | 2 min 10 s 69 |
| Slalom résultats détaillés       | Clément Noël (FRA)    | 1 min 44 s 09 | Johannes Strolz (AUT)         | 1 min 44 s 70 | Sebastian Foss Solevåg (NOR)  | 1 min 44 s 79 |
| Combiné résultats détaillés      | Johannes Strolz (AUT) | 2 min 31 s 43 | Aleksander Aamodt Kilde (NOR) | 2 min 32 s 02 | James Crawford (CAN)          | 2 min 32 s 11 |

### Femmes
| Épreuve                          | Or                     | Or            | Argent                      | Argent        | Bronze                  | Bronze        |
| -------------------------------- | ---------------------- | ------------- | --------------------------- | ------------- | ----------------------- | ------------- |
| Descente résultats détaillés     | Corinne Suter (SUI)    | 1 min 31 s 87 | Sofia Goggia (ITA)          | 1 min 32 s 03 | Nadia Delago (ITA)      | 1 min 32 s 44 |
| Super-G résultats détaillés      | Lara Gut-Behrami (SUI) | 1 min 13 s 51 | Mirjam Puchner (AUT)        | 1 min 13 s 73 | Michelle Gisin (SUI)    | 1 min 13 s 81 |
| Slalom géant résultats détaillés | Sara Hector (SWE)      | 1 min 55 s 69 | Federica Brignone (ITA)     | 1 min 55 s 97 | Lara Gut-Behrami (SUI)  | 1 min 56 s 41 |
| Slalom résultats détaillés       | Petra Vlhová (SVK)     | 1 min 44 s 98 | Katharina Liensberger (AUT) | 1 min 45 s 06 | Wendy Holdener (SUI)    | 1 min 45 s 10 |
| Combiné résultats détaillés      | Michelle Gisin (SUI)   | 2 min 25 s 67 | Wendy Holdener (SUI)        | 2 min 26 s 72 | Federica Brignone (ITA) | 2 min 27 s 52 |

### Mixte
| Épreuve                                     | Or | Or      | Argent                                                                          | Argent  | Bronze | Bronze  |
| ------------------------------------------- | --- | ------- | ------------------------------------------------------------------------------- | ------- | --- | ------- |
| Compétition par équipes résultats détaillés | Autriche Katharina Huber Katharina Liensberger Katharina Truppe Stefan Brennsteiner Michael Matt Johannes Strolz | 2-2 (T) | Allemagne Emma Aicher Lena Dürr Julian Rauchfuss Alexander Schmid Linus Straßer | 2-2 (T) | Norvège Mina Fürst Holtmann Thea Louise Stjernesund Maria Therese Tviberg Timon Haugan Fabian Wilkens Solheim Rasmus Windingstad | 2-2 (T) |

## Tableaux des médailles
| Rang  | Pays       | Médaille d'or, Jeux olympiques | Médaille d'argent, Jeux olympiques | Médaille de bronze, Jeux olympiques | Total |
| 1     | Suisse     | 5                              | 1                                  | 3                                   | 9     |
| 2     | Autriche   | 3                              | 3                                  | 1                                   | 7     |
| 3     | France     | 1                              | 1                                  | 1                                   | 3     |
| 4     | Suède      | 1                              | 0                                  | 0                                   | 1     |
| 4     | Slovaquie  | 1                              | 0                                  | 0                                   | 1     |
| 6     | Italie     | 0                              | 2                                  | 2                                   | 4     |
| 7     | Norvège    | 0                              | 1                                  | 3                                   | 4     |
| 8     | Allemagne  | 0                              | 1                                  | 0                                   | 1     |
| 8     | États-Unis | 0                              | 1                                  | 0                                   | 1     |
| 8     | Slovénie   | 0                              | 1                                  | 0                                   | 1     |
| 11    | Canada     | 0                              | 0                                  | 1                                   | 1     |
| Total | Total      | 11                             | 11                                 | 11                                  | 33    |

| Rang | Athlètes              | Médaille d'or, Jeux olympiques | Médaille d'argent, Jeux olympiques | Médaille de bronze, Jeux olympiques | Total |
| 1    | Johannes Strolz       | 2                              | 1                                  | 0                                   | 3     |
| 2    | Katharina Liensberger | 1                              | 1                                  | 0                                   | 2     |
| 3    | Michelle Gisin        | 1                              | 0                                  | 1                                   | 2     |
| 3    | Lara Gut-Behrami      | 1                              | 0                                  | 1                                   | 2     |
| 3    | Matthias Mayer        | 1                              | 0                                  | 1                                   | 2     |
| 6    | Federica Brignone     | 0                              | 1                                  | 1                                   | 2     |
| 6    | Wendy Holdener        | 0                              | 1                                  | 1                                   | 2     |
| 6    | Aleksander A. Kilde   | 0                              | 1                                  | 1                                   | 2     |
| 9    | Beat Feuz             | 1                              | 0                                  | 0                                   | 1     |
| 9    | Sara Hector           | 1                              | 0                                  | 0                                   | 1     |
| 9    | Clément Noël          | 1                              | 0                                  | 0                                   | 1     |
| 9    | Marco Odermatt        | 1                              | 0                                  | 0                                   | 1     |
| 9    | Corinne Suter         | 1                              | 0                                  | 0                                   | 1     |
| 9    | Petra Vlhová          | 1                              | 0                                  | 0                                   | 1     |
| 9    | Katharina Truppe      | 1                              | 0                                  | 0                                   | 1     |
| 9    | Stefan Brennsteiner   | 1                              | 0                                  | 0                                   | 1     |
| 9    | Katharina Huber       | 1                              | 0                                  | 0                                   | 1     |
| 9    | Michael Matt          | 1                              | 0                                  | 0                                   | 1     |